# Словенські (герб)
Словенські (пол. Słowieński, Słowiński, Jelita odmienne IX) — шляхетський герб, різновид герба Єліта.

## Опис герба
Опис згідно з класичними правилами блязонування: у червоному полі три золоті списи в зірку — два в косий хрест, і третя поверх них.
Клейнод — два крила орла невідомого кольору, між якими червоний лицарський хрест.
Намет червоний, підбитий золотом.

## Історія
Присвоєно 12 січня 1591 року Войцехові Словенському (vel Słowińskiemu). Герб виник в результаті гербового усиновлення від гербового роду Єліти, право на яке дав Ян Замойський. Перед нобілітацією Словенський мав ім'я Внук.

## Гербовий рід
Словенські — Словинські.